# Misamis Oriental
Misamis Oriental é um província de  primeira classe de renda da província (d) na região Mindanao Setentrional (Região X), nas Filipinas. De acordo com o censo de 1 de maio  de  2020 possui uma população de 956 900 pessoas e 195 835 domicílios.  Sua capital é Cagayan de Ouro.

## Geografia
A província de Misamis Oriental é uma das cinco que compõem a região Mindanao do norte. Ocupa a costa norte da ilha de Mindanao, delimitada a norte por Baía Macajalar, a oeste pela baía Iligan, a leste pela província de Agusao do Norte e no sul e sudoeste pelas províncias de Bukidnon e Lanao del Norte, respectivamente.
Possui duas grandes baías de Macajalar no oeste e a baía de Giñgoog no leste, uma circunstância que, juntamente com sua localização, faz dele o principal centro de distribuição da região.
Cagayan de Oro, sua capital, está localizada geograficamente entre a costa central da baía de Macajalar e os planaltos e montanhas de Bukidnon e Lanao del Norte. Seu termo faz fronteira com os de Tagoloán ao leste e com o Opol ao oeste.

## Subdivisões
Municípios
- Alubijid
- Balingasag
- Balingoan
- Binuangan
- Claveria
- Gitagum
- Initao
- Jasaan
- Kinoguitan
- Lagonglong
- Laguindingan
- Libertad
- Lugait
- Magsaysay
- Manticao
- Medina
- Naawan
- Opol
- Salay
- Sugbongcogon
- Tagoloan
- Talisayan
- Villanueva

Cidades
- Cidade de El Salvador
- Gingoog
- Cagayan de Ouro  (Independente administrativamente da província mas agrupada sob Misamis Oriental pela Autoridade Filipina de Estatísticas.)